# Zwitserland op het Eurovisiedansfestival
Zwitserland deed in 2007 mee aan het Eurovisiedansfestival.
In 2007 stuurde Zwitserland Denise Biellmann en Sven Ninnemann naar het festival. Met de paso doble en de swing haalden ze een 16de en laatste plaats.
In 2008 deed Zwitserland niet meer mee.

## Lijst van Zwitserse deelnames
| Jaar | Artiest                            | Stijl               | Plaats | Punten |
| ---- | ---------------------------------- | ------------------- | ------ | ------ |
| 2007 | Denise Biellmann en Sven Ninnemann | paso doble en swing | 16     | 0      |

| Kleur | Betekenis      |
| ----- | -------------- |
|       | Laatste plaats |

2007 · 2008 
Zie ook: Eurovisiesongfestival · Junior Eurovisiesongfestival · Eurovision Young Musicians · Eurovision Young Dancers · Eurovision Choir
Azerbeidzjan · Denemarken · Duitsland · Finland · Griekenland · Ierland · Litouwen · Nederland · Oekraïne · Oostenrijk · Polen · Portugal · Rusland · Spanje · Verenigd Koninkrijk · Wit-Rusland · Zweden · Zwitserland